# Königin-Olga-Stift
Das Königin-Olga-Stift (oft auch mit KOSt abgekürzt) ist ein von Königin Olga im Jahr 1873 gestiftetes Gymnasium in Stuttgart. Seit dem Jahr 1992 bietet das Königin-Olga-Stift als landesweit erstes bilinguales Gymnasium Unterricht in englischer Sprache in den Fächern Erdkunde, Geschichte und Biologie (und darüber hinaus noch weitere bilinguale Unterrichtsinhalte) an. Als eine von vier Schulen in Baden-Württemberg ist das Königin-Olga-Stift seit 2007 auch Mitglied im „Verein mathematisch-naturwissenschaftlicher Exzellenz-Center an Schulen“ (MINT EC).

## Schulgeschichte
Das Königin-Olga-Stift wurde im Jahr 1873 von Königin Olga, die Gattin des württembergischen Herrschers Karl I., als Mädchenschule gestiftet. Dieser Status blieb bis Mitte des 20. Jahrhunderts erhalten, seitdem nun das Königin-Olga-Stift ein öffentliches, allgemeinbildendes Gymnasium für Jungen wie Mädchen darstellt.
Aufgrund des Alters stehen Teile des Schulgebäudes unter Denkmalschutz.

## Bilingualer Unterricht
Als landesweit erstes Gymnasium in Baden-Württemberg führte das Königin-Olga-Stift 1992 den bilingualen Unterricht ein. Dieser umfasst regulär die Fächer Erdkunde (6.，7. und 8. Klasse), Geschichte (8. und 10. Klasse) und Biologie (9. und 10. Klasse); seit 2006 bzw. 2013 werden die Fächer Biologie und Geschichte als bilinguale Leistungskurse für das "Internationale Abitur Baden-Württemberg" angeboten.
Als weitere Angebote im bilingualen Bereich gibt es mehrere Arbeitsgemeinschaften, wie den Debating Club, der nach den Regeln des World Schools Style mit Schülerinnen und Schülern der Schule regelmäßig an regionalen und internationalen Wettbewerben teilnimmt, einen Vorbereitungskurs für das Cambridge Certificate in Advanced English, sowie die Möglichkeit, in der Oberstufe einen Seminarkurs in englischer Sprache zu besuchen.
Aufgrund der Vorreiterrolle auf diesem Gebiet hat das Königin-Olga-Stift des Öfteren schon an überregionalen Informationsveranstaltungen mitgewirkt und trat mehrfach schon in überregionalen Medien in Erscheinung; 2002 wurde unter anderem sogar in einem Artikel des amerikanischen TIME Magazine über das Königin-Olga-Stift berichtet.

## Partnerschulen
Nicht zuletzt wegen der bilingualen Tradition besitzt das Königin-Olga-Stift weltweit ein großes Netz von Partnerschulen. In den USA besteht eine Partnerschaft mit der McNary High School und der West Salem High School, die sich beide in der Hauptstadt des Bundesstaates Oregon, Salem befinden. In Indien besteht eine Partnerschaft mit der Springdales School in Neu-Delhi und aufgrund der russischen Tradition an der Schule wird auch eine Partnerschaft mit dem Gymnasium Nr. 1 in Samara, Russland aufrechterhalten.

## Kunst am Bau
Ende der 1950er Jahre wurde nach einem Entwurf des Architekten Walter Salver (1907–2000) ein Erweiterungsbau mit sechs zusätzlichen Klassenzimmern und einer Turnhalle für das Königin-Olga-Stift erbaut, der 1962 bezugsfertig war.
Die Stuttgarter Bildhauerin Eva Zippel erhielt den Auftrag, die Etagentrinkbrunnen und die Treppenhauswand zur Turnhalle künstlerisch auszugestalten. Die Aufträge wurden 1961 von ihr ausgeführt.

### Insektenwand
|  |  |

Der weiße Putz der Treppenwand zur Turnhalle setzt sich aus unregelmäßigen senkrechten Streifen aus Rau- und Glattputz zusammen, die von Kratzputzlinien begrenzt werden. Die meisten der verschieden großen Keramikkacheln reihen sich entlang einer Kratzputzlinie in einem breiten Glattputzfeld. Die übrigen sind locker verteilt, hauptsächlich entlang eines Rauputzstreifens. Die 17 farbigen Kacheln tragen die Reliefs von naturgemäß dargestellten Insekten.

### Trinkbrunnen
Eva Zippel schuf auch die künstlerische Ausschmückung für die Trinkbrunnen, die auf den einzelnen Etagen installiert wurden.
|  |  | Der Wandbrunnen mit offenen, verchromten Installationen besteht aus einem Kunststeinbecken und einer Rückwand mit einem Mosaik aus rechteckigen Keramikplatten verschiedener Größe, deren Farbe zwischen Rosa und Dunkelviolett changiert. Der freistehende, konisch zulaufende Rundbrunnen (Höhe 80 cm, Durchmesser 60 cm) ist mit einem keramischen Farbmosaik besetzt. Es zeigt stilisierte Fische, die sich in einer meeresfarbenen Umgebung aus grünen und blauen Farbtönen tummeln. |